# Aridefferia subarida
Aridefferia subarida là một loài ruồi trong họ Asilidae. Aridefferia subarida được Bromley miêu tả năm 1940. Loài này phân bố ở vùng Tân Bắc giới.